# Herta Frankel
Herta Frankel (Viena, 1913 - Barcelona, 17 de febrer de 1996) fou una ballarina i marionetista nascuda a Àustria i instal·lada a Barcelona des de 1942.
Hertha Frankel s'inicià en el món artístic fent de ballarina en el Ballet Infantil de l'Òpera de Viena. Més tard, continuà la seva carrera en el món de la interpretació, fent també incursions com a cantant.
El 1942, fugint de la Segona Guerra Mundial, va arribar a Barcelona amb el grup de titellaires Els Vienesos. Un parell d'anys després es van instal·lar al barri de la Teixonera en una torre que era a la confluència dels carrers de Santa Rosalia i del Besòs, que actualment s'anomena 'Els Vienesos', davant mateix de la casa dels Teixonera. En aquesta casa van néixer moltes de les propostes artístiques d'aquesta important companyia de titelles.
Especialment popular en els primers anys de la televisió espanyola com a integrant de l'anomenada Companyia dels Vienesos, conjuntament amb Franz Joham, Gustavo Re i el seu acompanyant Artur Kaps. Fou una autèntica pionera dels programes infantils de la Televisió Espanyola, i és recordada especialment al costat de La Perrita Marilín, un gos impertinent (creació de la ninotaire Elvira de Loyzaga). Altres ninots que cobraren vida gràcies a Hertha foren Pepito, la ratita Violeta i la tía Cristina.
El 1964 se li concedí el Premi Ondas i el 1985 va obtenir el Premi FAD Sebastià Gash d'honor.
Entre 1973 i 1976 actuà en el restaurant d'espectacles Scala Barcelona.
La seva col·lecció completa de titelles es pot visitar al Parc d'Atraccions del Tibidabo.
El 2015 es va posar el seu nom a una plaça recentment remodelada del barri de la Teixonera, al costat del Centre Cívic Teixonera.

## Trajectòria a la TV
- Tiovivo (1960)
- Fiesta con nosotros (1962)
- Amigos del martes (1963-1964)
- Día de fiesta (1966-1969)
- Vuestro amigo Quique (1972)
- La cometa blanca (1982)